# Non lo faccio più/Vorrei, vorrei, vorrei
Non lo faccio più/Vorrei, vorrei, vorrei è un singolo del cantautore italiano Peppino di Capri, pubblicato dall'etichetta discografica Splash nel 1976.

## Il disco

### Non lo faccio più
Composto da Depsa, Sergio Iodice e dall'esordiente Fabrizio Berlincioni, viene presentato al Festival di Sanremo 1976. Il brano parla di un uomo maturo che osserva una giovane ragazza esibirsi in una sorta di spogliarello davanti a costui, cosa che ovviamente termina con l'approccio molto appassionato tra i due e la frase di lei intimidita Giuro, non lo faccio più!.
Nonostante alcune non indifferenti polemiche durante la kermesse, il pezzo vinse l'edizione, davanti a Come stai, con chi sei della coppia Wess e Dori Ghezzi e Gli occhi di tua madre di Sandro Giacobbe..
Nonostante la vittoria, il brano non ottenne comunque un grandissimo successo di vendite, tanto da non essere poi mantenuto successivamente nel repertorio live del cantante campano.

### Vorrei, vorrei, vorrei
Si tratta di un brano minore, sulla scia melodica e romantica tipica del Di Capri di quel periodo. Entrambe le canzoni sono state poco dopo ripubblicate nell'album Non lo faccio più uscito nell'aprile 1976.

## Formazione
- Peppino di Capri: voce solista, pianoforte, tastiere, arrangiamenti
- Piero Braggi: chitarra solista
- Luciano Gargiulo: batteria
- Pino Amenta: basso
- Gianfranco Raffaldi: organo, fender

## Classifica annuale[2]
| Classifica (1976) | Posizione | Brano             | Artista          |
| ----------------- | --------- | ----------------- | ---------------- |
| Italia            | 69        | Non lo faccio più | Peppino di Capri |